# Katamneza
W medycynie oraz psychologii klinicznej katamneza (badanie katamnestyczne) dotyczy:

1. historii choroby (zaburzenia) pacjenta od chwili zapadnięcia na nią.

2. badanie skuteczności i dalszych losów przeprowadzonego leczenia dokonywane po opuszczeniu placówki opieki zdrowotnej/zakończeniu kontaktu.